# Eublemma trifasciata
Eublemma trifasciata is een vlinder van de familie van de spinneruilen (Erebidae). De wetenschappelijke naam van deze soort is voor het eerst voorgesteld als Thalpochares trifasciata door Frederic Moore in een publicatie uit 1881.
De soort komt voor in India en Maleisië (Sarawak).